# 기니후추
기니후추(학명: Piper guineense 피페르 귀네엔세[*])는 후추과의 식물이다.

## 분포
아프리카에 분포한다. 동아프리카(우간다), 중앙아프리카(중앙아프리카 공화국, 카메룬), 서아프리카(기니, 나이지리아, 라이베리아, 베냉, 코트디부아르)가 원산지이다.

## 같이 보기
- 큐베브